# Высокочистый кварцевый концентрат
Высокочистые кварцевые концентраты (англ. high purity quartz) — продукт измельчения природного кварца, очищенный от минеральных и химических примесей, с размером частиц 100—300 микрон и совокупным содержанием примесей (массовая доли) не более 20-30 ppm.
Кроме того, отдельно в составе высокочистых кварцевых концентратов регулируется содержание ключевых примесей — бора, фосфора, щелочных металлов.
Кроме ВЧК, также существуют ультра-чистые кварцевые концентраты, в которых содержание примесей не превышает 10 ppm.
Обычно ВЧК сравнивают с классификацией IOTA, которая де факто стала не только стандартом рынка, но и наименованием сортов (grades) кварцевых концентратов лидера этой отрасли — американской компании Unimin.
В России предприятиями, которые выпускают концентраты, близкие к стандарту IOTA, являются АО "Полярный кварц" (сорт SSQ-2, SSQ-1 и SSQ-0) и АО "Русский кварц" (сорт RQ-2-Ki и выше).
Область применения ВЧК — наплав кварцевого стекла высокой чистоты, которое используется для производства тиглей, в которых выращивают кристаллы монокристаллического кремния методом Чохральского, кварцевой оснастки, используемой в технологии получения материалов для микроэлектронной промышленности, заготовок, трубок очень широкого спектра применения для различных индустрий, а также для использования в качестве сырья для получения кварцевой керамики.